# С тех пор, как уехал Отар
«С тех пор, как уехал Отар» (фр. Depuis qu’Otar est parti…) — художественный фильм французского режиссёра Жюли Бертуччелли, снятый по написанному совместно с Бернардом Ренуччи и адаптированному Роже Бобо сценарию в 2003 году.
Первый полнометражный художественный фильм в карьере режиссёра, снимавшей до этого документальное кино. Получил 12 наград и 5 номинаций на различных международных фестивалях.

## Сюжет
Действие фильма проходит в Грузии и Франции начала 2000-х годов. Тбилисский врач Отар Гогибашвили уехал на заработки в Париж, устроился подсобным рабочим на стройку, проработал там некоторое время и погиб в результате несчастного случая. В Тбилиси у него остались пожилая мать, сестра и племянница. Сестра, получившая известие о гибели Отара боится рассказать о случившемся больной матери и просит свою дочь Аду продолжать писать письма от имени дяди.
После очередного сердечного приступа мать продаёт собранную не одним поколением книжную коллекцию и, после получения визы, заказывает билеты в Париж. Там, после продолжительных поисков, она узнаёт о гибели сына. Не желая причинять лишнюю боль и уверенная в неведении своих близких, уверяет их, что Отар уехал в Америку. Во время посадки в аэропорту, Ада принимает решение остаться во Франции и прощается с мамой и бабушкой, возвращающимися в Тбилиси.

## Персонажи
- Эка — мать двоих детей — Марины и Отара, старающихся выжить в новых экономических условиях. Глубоко порядочная и интеллигентная женщина, влюблённая во французскую культуру, хранительница доставшегося ей по наследству от отца собрания французских книг.
- Марина — сестра Отара, имеет не востребованное высшее техническое образование, вынуждена ради малого заработка торговать на «блошином рынке». Ревнует, считая материнскую любовь к брату более сильной. Воспитывает дочь. Вдова, её муж — офицер, погибший во время войны в Афганистане.
- Ада — дочь Марины. Прекрасно владеет французским языком, вечерами читает бабушке в оригинале романы Марселя Пруста. Любит свою семью, но не видя перспектив (дома, за день работы с французскими представителями, директор одной из фабрик заплатил всего пять лари), остаётся в Париже.
- Тенгиз — друг Марины, принадлежит к поколению интеллектуалов-неудачников. Немногим более финансово состоятельнее семьи Гогибашвили, но всегда готовый прийти на помощь.
- Нико — товарищ Отара, работал с ним на стройке, привёз печальную весть в семью друга и был вынужден скрыть правду, ради спокойствия его матери.

## В ролях
- Эстер Горинтин — Эка
- Нино Хомасуридзе — Марина
- Динара Друкарова — Ада
- Темур Каландадзе — Тенгиз
- Русудан Болквадзе — Русико
- Саша Саришвили — Алекси
- Дута Схиртладзе — Нико
- Абделла Мунди — бербер
- Мзия Эристави — Дора
- Миша Эристави — сын Доры
- Александр Махораблишвили — чиновник министерства
- Миша Муджири — директор стекольного завода

## Награды и номинации

### Награды
- Гран-при жюри «Недели критиков» Каннского фестиваля
- Rail d’or жюри «Недели критиков» Каннского фестиваля
- Премия «Сезар» за лучший дебют
- Награда Кинофестиваля в Довиле за лучший французский сценарий
- Премия «Люмьер» за лучший сценарий
- Награда Синдиката французских кинокритиков за лучший дебют
- Награда Национального совета кинокритиков США
- Приз SIGNIS Гонконгского международного кинофестиваля
- Главный приз Кинофестиваля в Санта-Фе
- Специальный приз международной федерации кинопрессы ФИПРЕССИ Международного венского кинофестиваля Viennale
- Специальное упоминание на Международном кинофестивале в Варшаве

### Номинации
- Премия «Сезар» за лучший оригинальный сценарий или адаптацию
- Премия «Сезар» самой многообещающей актрисе
- Премия «European Film Awards» за лучшую режиссуру
- Гран-при Международного кинофестиваля в Братиславе
- Награда Международного кинофестиваля «Молодость» в Киеве за лучший полнометражный фильм